# The Sims 2: Seasons
The Sims 2: Seasons peta je ekspanzija namijenjena strateškoj/simulacijskoj računalnoj igri The Sims 2. Razvila ju je tvrtka Maxis, a puštena je u prodaju 1. ožujka 2007. godine u Sjevernoj Americi, dok je u Europi u prodaju puštena 2. ožujka 2007. Aspyr je u prodaju pustio igru namijenjenu sustavu Mac OS X u lipnju 2007. godine. Jedan od prepoznatljivih dodataka jest novo susjedstvo, Riverblossom Hills, koja sadrži nove parcele, Simse i novu priču.

## Sadržaj

### Godišnja doba
The Sims 2: Seasons ekspanzija je koja uključuje dva nova koncepta u seriju igara The Sims 2: vrijeme i godišnja doba. Svako godišnje doba traje pet dana i igrači posjeduju mogućnost mijenjanja njihovog redoslijeda izmjenjivanja. Simsi mogu graditi snjegoviće tijekom zime, grabljati otpalo lišće u jesen, kupovati veći izbor cvijeća i skakati u lokvice nastale tijekom kiše u proljeće, i dobiti sunčanicu ili doživjeti toplotni udar tijekom ljeta. Uz činjenicu da su godišnja doba većinom vizualan dodatak, svako godišnje doba poboljšava određene atribute Simljana: ljeto poboljšava sklapanje prijateljstava, jesen ubrzava učenje novih vještina i promaknuća u poslovima, zimi Simsi brže grade obiteljske veze, dok proljeće poboljšava i učvršćuje ljubavne veze.

### Vrijeme i temperatura
Kroz svako godišnje doba mijenja se određeno vrijeme, uključujući sunčev sjaj, laganu kišu, tuču, oluje i snijeg. Iako su izmjene vremena prvotno trebale biti uključene u The Sims 2 temeljnu igru, 3D greška nije to omogućavala te bi se pojavljivali razni grafički problemi (npr. kiša je padala u zatvorene prosotre). Vrijeme u Seasons ekspanziji na različite načine može utjecati na Simse. Primjerice, vrućina tijekom ljeta može uzrokovati toplotni udar ili sunčanicu kod Simljana. Zimski snijeg može izazvati hladnoću kod Simljana, te se mogu utopliti šalicom tople čokolade, toplom kupkom ili sjedenjem pokraj kamina. Ako Simljanin ostane predugo vani tijekom snijega i k tomu je neprikladno odjeven, može se zalediti i naposljetku umrijeti ako drugi Simljanin ne pokuša ugrijati ga. Doduše, ova je interakcija dostupna samo ako dva Simljana imaju dovoljno visoku vezu. Ipak, ako djeca ostanu predugo na hladnoći, doći će socijalni radnik i oduzeti djecu roditeljima. Ponekad, no veoma rijetko, Simljanina može pogoditi grom; doduše, grom će mnogo češće udariti u stablo ili neku drugu vrstu biljke.

### Sim biljke
Sim biljke nova su bića koja dolaze u ekspanziji The Sims 2: Seasons. Sim biljke imaju zelenu kožu s tetovažama nalik viticama, posebnu kosu načinjenu od listova ili cvijeta, te žute oči. Kako bi Simljanin postao Sim biljka, mora u pretjeranim količinama prskati svoje voćnjake ili biljke. Stanje je moguće "izliječiti" ako Simljanin kupi Plantophic-C iz vrtnog kluba ili od ljubavne ciganske posrednice, NPC lika dostupnog u ekpanziji The Sims 2: Nightlife.
Pošto im nedostaju životni stadiji novorođenčeta, djeteta i adolescenta, odrastaju samo kroz tri životna stadija: dojenče, odrastao Simljan i ostarjeli Simljanin. Izuzev razlike u životnim stadijima, Sim biljke imaju samo tri potrebe: Sunčevu svjetlost (što se zadovoljava sunčanjem ili stajanjem pod sunčanom lampom), Vodu (što se zadovoljava tuširanjem, kupanjem, provođenjem vremena na kiši, ili plivanjem) te Ljubav (potreba jednaka socijalnoj potrebi običnih Simljana). Istovremeno, Simsi su sposobni stvarati potomke iz svojih izdanaka, i otpuštati spore sreće koje povećavaju potrebe obližnjih Simljana. Potomci Sim biljaka nastali iz njihovih izdanaka posjeduju zlatni bedž u vrtlarstvu, te jednake vještine i osobnost kao njihov roditelj.

### Predmeti i dopune
Kao i u ostalim ekspanizijama za igru The Sims 2, Seasons također ima nove predmete, uključujući tobogan za bazen, klizalište, staklenik, zdenac želja. Dostupna je i nova aspiracijska nagrada koju Simljanin može iskoristiti kako bi promijenio trenutačno vrijeme u neko drugo po njegovoj želji. Rubovi bazena sada mogu biti zaobljeni, te površina bazena sada odražava sjene te se boja njegovih zidova može mijenjati. Isto tako, potpuno novi dodatak je sposobnost nošenja različitih frizura u različitim situacijama. Primjerice, igrač može namjestiti određenu frizuru uz svakodnevnu odjeću, te drugu uz svečanu odjeću. Simsi istovremeno imaju novi tip odjeće, "odjeća za van", prilagođena za određena godišnja doba.

### Glazba
Ova ekspanzija sadrži žanrove New Age i Jambands. Popularni izvođači prilagodili su neke od svojih izvedbi na Simlish jezik.
- "Smile" - Lily Allen
- "Mr. High And Mighty" - Government Mule
- "Blue Jeans Pizza" - moe.
- "Zoom" - Tata Young
- "N" - The Breadbox Band
- "The Next One" - The Chris McCarty Band
- "Close Your Eye" - The String Cheese Incident
- "When It All Falls Apart" - The Veronicas

Prisutnost stvarnih pjesama popularnih izvođača započelo je s ekspanzijom The Sims 2: University; isto tako, prisutne su i u ekspanzijama Open for Business i Pets.

### Postojeći sadržaji
Sadržaji iz prijašnjih ekspanzija poput utjecanja (dostupno u University ekspanziji), privlačnosti i odbojnosti (dostupne u ekspanziji Nightlife), životnih želja (dostupne u ekspanziji University), podvale i gnjeva (Nightlife), gospođe Crumplebottom (Nightlife), te bedževa (Open for Business) također su dostupni.